# Callidium subcostatum
Callidium subcostatum är en skalbaggsart som beskrevs av Leon Fairmaire 1871. Callidium subcostatum ingår i släktet Callidium och familjen långhorningar.
Artens utbredningsområde är Madagaskar. Inga underarter finns listade.